# Prohypotyphla luteola
Prohypotyphla luteola är en tvåvingeart som beskrevs av Aczel 1958. Prohypotyphla luteola ingår i släktet Prohypotyphla och familjen Pyrgotidae.
Artens utbredningsområde är Kongo. Inga underarter finns listade i Catalogue of Life.